# For Those Who Have Heart
For Those Who Have Heart jest drugim studyjnym albumem A Day to Remember. Album został wydany po raz pierwszy 23 stycznia 2007 roku, a następnie 19 lutego 2008 roku z dodatkowymi utworami i bonus DVD.

## Single
1. "The Plot to Bomb the Panhandle"
2. "A Shot in the Dark"
3. "The Danger in Starting a Fire"
4. "Since U Been Gone" (Kelly Clarkson cover)

## Lista utworów
1. "Fast Forward to 2012" - 1:33
2. "Speak of the Devil" - 3:23
3. "The Danger in Starting a Fire" - 3:02
4. "The Plot to Bomb the Panhandle" - 4:04
5. "Monument" - 3:48
6. "The Price We Pay" - 2:43
7. "Colder Than My Heart, If You Can Imagine" - 4:03
8. "Show 'Em the Ropes" - 3:23
9. "A Shot in the Dark" - 3:52
10. "Here's to the Past" - 3:59
11. "I Heard It's the Softest Thing Ever" - 4:06
12. "Start the Shooting" - 4:44

## Personel

### Zespół
- Tom Denney – gitara
- Jeremy McKinnon – wokal
- Alex Shellnutt – perkusja
- Neil Westfall – gitara
- Joshua Woodard – gitara basowa

### Produkcja
- Wyprodukowany i zmiksowany przez Eric Arena
- Zaprojektowane przez Erica Arena, Chris Fortin i Joe Mahoney
- Jeremy Saffer - fotograf
- Tyler Clarke - grafika